# Wyspa Tyberyjska
Wyspa Tyberyjska, zwana także Wyspą Tybrową (wł. Isola Tiberina, łac. Insula Tiberina) – jedna z dwóch wysp rzecznych na Tybrze i jedyna wyspa na terenie Rzymu.
Powierzchnia wyspy wynosi 1,8 ha przy długości 270 m i szerokości do 67 metrów. Jej kształt przez wieki powodował, że porównywano ją do wielkiej łódki. Największym z kilku położonych na niej obiektów jest szpital bonifratrów (Ospedale Fatebenefratelli) po północno-zachodniej stronie wysepki. W części środkowej wyspy wznosi się bazylika św. Bartłomieja, z relikwiami męczenników (m.in. św. Wojciecha).  Leży tu też średniowieczny kompleks z wieżą rodziny Gaetanich, z której wywodził się papież Bonifacy VIII.

## Historia

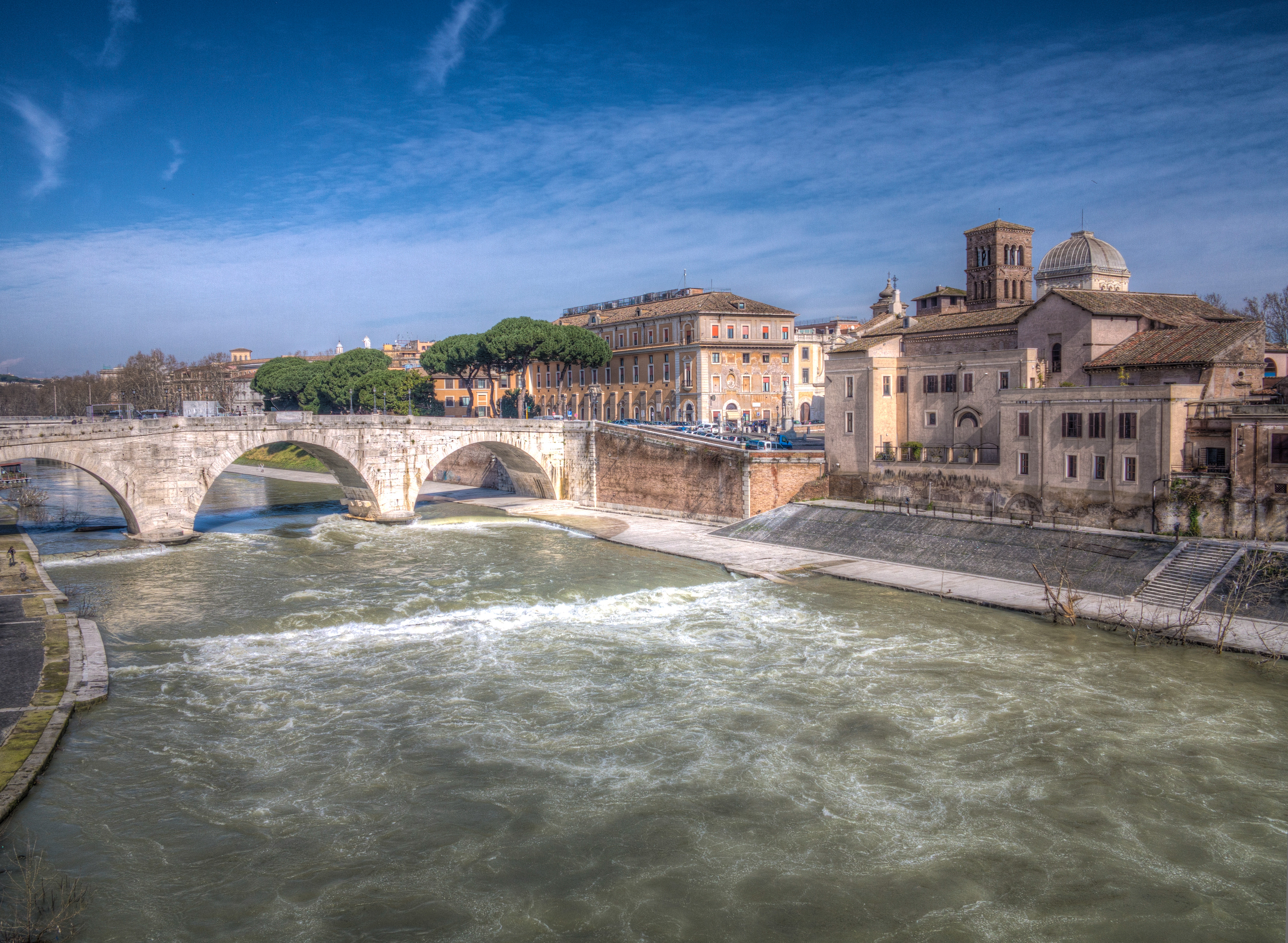
Widok na południowo-zachodnią stronę Wyspy Tyberyjskiej z Ponte Cestio

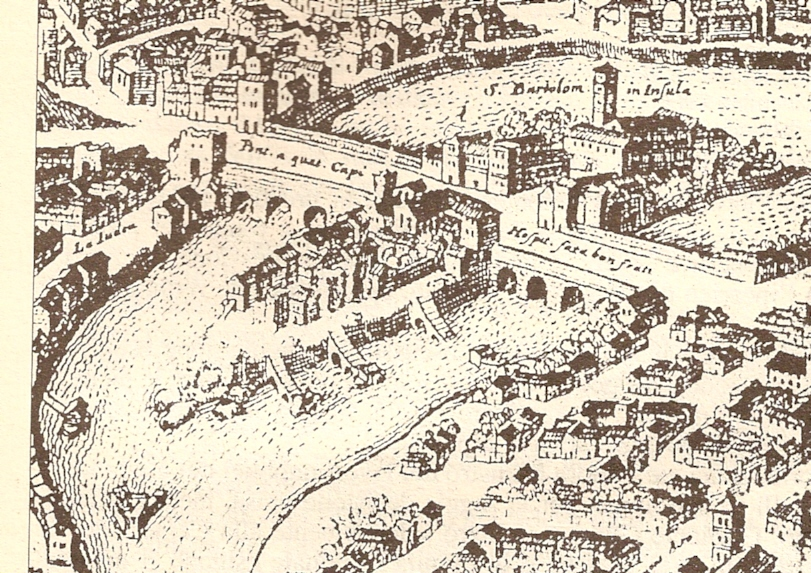
Widok wyspy na rycinie z 1593 roku

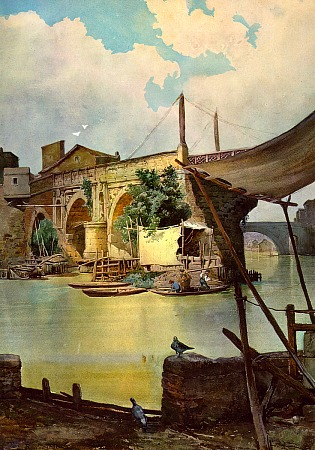
Ponte Emilio (mal. Ettore Franz Roesler, ok. 1880)

Wyspa jest połączona z resztą Rzymu dwoma mostami od czasów antycznych. Na lewym brzegu Tybru znajduje się dwuprzęsłowy most Fabrycjusza (wł. Ponte Fabricio), zbudowany w 62 roku p.n.e. i trzyprzęsłowy most Cestiusza (wł. Ponte Cestio) z 48 roku p.n.e., łączący z Zatybrzem, z prawego, zachodniego brzegu rzeki.
Widoczne są do dziś ruiny (łuk wsparty na dwóch filarach) innego niezachowanego mostu, znanego jako most Emiliusza (Ponte Emilio), który uległ jednak zawaleniu po największej w historii wyspy powodzi w XVI wieku. Łączył oba brzegi Tybru, a jego pozostałości znajdują się w pobliżu Wyspy Tyberyjskiej.
Według legendy, kiedy w 293 roku p.n.e. miasto dotknęła zaraza, za poradą ksiąg sybillińskich postanowiono wysłać poselstwo do słynnego sanktuarium uzdrawiającego boga Asklepiosa w Epidauros, aby sprowadzić do Rzymu świętego węża, symbolizującego boga. Na Polu Marsowym wąż wśliznął się do rzeki i popłynął na Wyspę Tyberyjską, gdzie zniknął, wskazując w ten sposób miejsce budowy świątyni Eskulapa, ukończonej w 289 roku p.n.e. Od tego czasu Wyspa łączona jest z medycyną i uzdrawianiem.
Poza świątynią Eskulapa na Wyspie powstały inne miejsca kultu: Jowisza, Gai, Faunusa, Tiberinusa czy Bellony.

## Festiwale
W ciągu lata, corocznie od 1995 na wyspie odbywa się festiwal Isola del CInema (Wyspa Kina).